# 阿尔吉什提一世
阿尔吉什提一世（活动时期前8世纪上半叶）乌拉尔图国王。有些历史学家认为他的在位时期是前785年－前763年。
阿尔吉什提一世为乌拉尔图国王明努亚之子，在他统治时期，乌拉尔图成为西亚文明世界的重要强权。
阿尔吉什提一世在位时与亚述进行了多次战争，取得了重大胜利。乌拉尔图在亚美尼亚高原上获得了很多地方。在亚述方面的档案中发现了许多与他有关的文件。阿尔吉什提一世在今日凡城附近的悬崖上所刻的铭文保存了下来，成为研究早期乌拉尔图历史的重要资料。
| 前任： 明努亚 | 乌拉尔图国王 | 继任： 萨尔杜里二世 |